# Artal I de Foces
Artal I de Foces (també anomenat Arnau) (?-?) va ser un cavaller i ric-home aragonès senyor de Foces. No es té seguretat de qui fou el seu pare. Va participar amb el rei Pere II d'Aragó en la batalla de Las Navas de Tolosa.